# Никопол (община)
Вижте пояснителната страница за други значения на Никопол.
Община Никопол се намира в Северна България и е една от съставните общини на Област Плевен.

## География

### Географско положение, граници, големина
Общината е разположена в североизточната част на област Плевен. С площта си от 416,582 km2 заема 5-о място сред 11-те общините на областта, което съставлява 8,95% от територията на областта. Границите ѝ са следните:
- на изток – община Белене;
- на юг – община Левски;
- на югозапад – община Плевен;
- на запад – община Гулянци;
- на север – Румъния.

### Релеф, води
Преобладаващият релеф на общината е равнинен и слабо хълмист. Територията ѝ изцяло попада в северната част на Средната Дунавска равнина. Около 2/3 от територията на общината се заема от Никополското плато, на което на югозападните, западните, северните и североизточните склонове, спускащи се към река Осъм, река Дунав и Свищовско-Беленската низина са стръмни, а на места и отвесни. Билото му е равно и слабо нахълмено, постепенно издигащо се от северозапад на югоизток. Между селата Санадиново и Кулина вода се издига най-високата му точка – Санадиновски връх (254,8 m).
Североизточно от платото в пределите на общината попада крайната западна част на обширната Свищовско-Беленската низина. В нея, на брега на река Дунав, североизточно от село Драгаш войвода се намира най-ниската точка на община Никопол – 23,6 m н.в.
Югозападната и западна част на общината, покрай левия бряг на река Осъм е равна и ниска, заето от обширни обработваеми земи.

### Води
В пределите на общината попада част от десния бряг на река Дунав от 582 до 605 km (километрите се броят от устието на реката). Основна водна артерия в общината е река Осъм, която протича през нея с най-долното си течение, на протежение около 33 km. Реката навлиза в общината при село Бацова махала и се насочва на север, на протежение около 5 km. Преди село Санадиново тя завива на северозапад и следва тази посока около 18 km, покрай стръмните склонове на Никополското плато. Южно от село Муселиево тя завива на север и след 10 km източно от село Черковица се влива в река Дунав. От Никополското плато водят началото си малки и къси непостоянни реки и дерета, течащи на югозапад и запад, които се вливат отдясно в река Осъм.

### Климат
Централната част на Дунавската равнина, в която попада общината, има подчертано континентален климат и е част от умерено-континенталния климатичен пояс, с горещо лято и студена зима. Максималната температура достига 33 – 38 °C, а минималната до -25-28 °C. Откритостта на Дунавската равнина създава благоприятни условия за безпрепятствено нахлуване през зимата на студени континентални въздушни маси от източните райони на Европа. Поради това в сравнение с всички останали ниски райони на България зимата в северния климатичен район на Дунавската равнина е най-студена.
Режимът на валежите в северния климатичен район на Дунавската равнина, както и в община Никопол, има подчертано континентален характер. Общата годишна сума на валежите е между 413 л/м2 и 848 л/м2. Те са неравномерно разпределени, като максимумът е главно през юни, а минимумът през февруари. Характерно за сезонното разпределение на валежите, че са по-значителни по количество през пролетта и лятото в сравнение със зимата. Характерни за района са твърде честите засушавания, чиято продължителност понякога надвишава 3 – 4 месеца. Средната годишна облачност на района е между 52 – 54% при среден брой ясни дни от 80 до 100 и мрачни дни 100 – 110. През пролетния период при преминаване на студените фронтове в условията на циклонично-барично се развива купеста облачност, падат проливни краткотрайни валежи, придружени със силни гръмотевични бури, а понякога и градушки.
В района на град Никопол преобладаващи (по посока) са западните и източните ветрове. Приземният вятър може да се охарактеризира като едно доста постоянно течение от запад-северозапад. Тази посока на вятъра съответства на преобладаващия зонален процес на въздушните маси над Европа и оттам – над Балканския полуостров. Източните ветрове имат по-малка скорост от западните (западните средно 4 – 6 м/сек, а източните 3 – 4 м/сек). При подходяща синоптична обстановка възможно е максималната скорост на вятъра да достигне 35 м/сек. Понякога духат и южни ветрове (фьон), които са топли, сухи, поривисти и понякога твърде силни. Не са редки случаите и със северни ветрове.

### Почви
Основен природен ресурс на общината са почвите. Преобладават карбонатните, типично черноземните, ерозиралите и излужени черноземи. Наличието на тези типове почви позволява отглеждането на зърнено-фуражни култури, захарно цвекло, слънчоглед, коноп, трайни насаждения – лозя, овощни и зеленчукови градини. По-голяма част от територията на общината е покрита с льосови отложения, които са характерни за централната зона. Почвообразуващата скала на района е льос. Поради наличието на големи наклони и леки льосови почви в селищната територия се създават условия за многократно увеличаване на ерозионните процеси, особено при проливни валежи, които тук не са рядко явление. Почвите са богати на хранителни вещества и при съответните агротехнически мероприятия дават богата реколта. На места обаче черноземите поради хищническото използване са с деградирала структура.

### Флора и фауна
Преобладават широкостеблени широколистни гори, разположени най-вече в землището на град Никопол и селата Новачене, Санадиново, Въбел и Драгаш войвода. Те са заети от следните горски формации: бял бор, смърч, черенбор, летен дъб, зимен дъб, цер, бряст, явор, акация. От храстовите ценози се срещат: аморфа, глог, трънка, шипка, смрадлика, калина, бъз, люляк. В района на Никопол виреят и много тревисти растения с лечебни свойства. Някои от видовете са: жълт кантарион, пелин, мащерка, живовляк.
Фауната е представена от подразред гущери и подразред змии на раздел люспести, семейство сухоземни костенурки от клас влечуги, както и земноводни безопашати – жабовидни и дървесници. Птиците са представени от: фазан, яребица, пъдпъдък, гургулица, гугутка, зеленоглава патица, голяма и малка белочела гъска, голям и малък ястреб, чайка, корморани, щъркели и др. От бозайниците се срещат: сърни, глигани, лисици, а в откритите обиталища – зайци.

## Население

### Етнически състав (2011)
Численост и дял на етническите групи според преброяването на населението през 2011 г.:
|                     | Численост | Дял (в %) |
| Общо                | 9305      | 100,00    |
| Българи             | 5901      | 63,42     |
| Турци               | 2152      | 23,13     |
| Цигани              | 144       | 1,55      |
| Други               | 28        | 0,31      |
| Не се самоопределят | 42        | 0,45      |
| Неотговорили        | 1038      | 11,16     |

### Населени места
Общината има 14 населени места с общо население 6958 души (към 7 септември 2021).
| Населено място | Население (2021 г.) | Площ на землището km2 | Забележка (старо име) | Населено място | Население (2021 г.) | Площ на землището km2 | Забележка (старо име)           |
| -------------- | ------------------- | --------------------- | --------------------- | -------------- | ------------------- | --------------------- | ------------------------------- |
| Асеново        | 204                 | 18,916                | Асеньово              | Лозица         | 181                 | 31,747                |                                 |
| Бацова махала  | 400                 | 20,597                |                       | Любеново       | 136                 | 18,717                | Мършовица                       |
| Въбел          | 575                 | 40,143                |                       | Муселиево      | 556                 | 30,561                |                                 |
| Дебово         | 439                 | 25,765                |                       | Никопол        | 2359                | 35,185                |                                 |
| Драгаш войвода | 459                 | 43,323                | Ерменлуй              | Новачене       | 901                 | 63,314                |                                 |
| Евлогиево      | 62                  | 13,920                | Слатина               | Санадиново     | 272                 | 53,962                | Сенадиново                      |
| Жернов         | 85                  | 6,079                 | Джорно                | Черковица      | 329                 | 14,353                |                                 |
|                |                     |                       |                       | ОБЩО           | 6958                | 416,582               | няма населени места без землища |

## Административно-териториални промени
- след 1880 г. – селата Вехто Новачени и Ново Новачени се обединяват в едно ново населено място – с. Новачене без административен акт;
- МЗ № 2820/обн. 14.08.1934 г. – преименува с. Ерменлуй на с. Драгаш войвода;

– преименува с. Джорно на с. Жернов;
- Указ № 795/обн. 28.09.1949 г. – преименува с. Мършовица на с. Любеново;
- Указ № 949/обн. 08.12.1949 г. – преименува с. Слатина на с. Евлогиево;
- указ № 890/обн. 23.06.1950 г. – преименува с. Ново село на с. Осъм;
- през 1956 г. – осъвременява името на с. Сенадиново на с. Санадиново без административен акт;
- Указ № 463/обн. 02.07.1965 г. – заличава с. Осъм поради изселване;
- Указ № 960/обн. 4 януари 1966 г. – осъвременява името на с. Асеньово на с. Асеново.

## Транспорт
В северозападната част на общината, по брега на река Дунав преминава последният участък от 3 km от трасето на жп линията гара Ясен – Черковица.
През общината преминават изцяло или частично 5 пътя от Републиканската пътна мрежа на България с обща дължина 72,7 km:
- последният участък от 4 km от Републикански път II-11 (от km 212,9 до km 216,9);
- последният участък от 24,7 km от Републикански път II-34 (от km 19,8 до km 44,5);
- последният участък от 21,9 km от Републикански път II-52 (от km 93,1 до km 115,0);
- последният участък от 15,9 km от Републикански път III-304 (от km 8,6 до km 24,5);
- целият участък от 6,2 km от Републикански път III-3404.

## Топографска карта
- Лист от карта K-35-2. Мащаб: 1 : 100 000.
- Лист от карта K-35-3. Мащаб: 1 : 100 000.
- Лист от карта K-35-14. Мащаб: 1 : 100 000.
- Лист от карта K-35-15. Мащаб: 1 : 100 000.